# Davis Pereira
Davis Fernandes Pereira (Limeira, 21 de janeiro de 1958) é um ciclista olímpico brasileiro, hoje aposentado.
Pereira começou no ciclismo sem muitas pretensões, mas seu talento, somado ao trabalho de alguns técnicos, o levaram a representar o Brasil nos Jogos Olímpicos de Verão de 1980, em Moscou, na prova de estrada individual.
Atualmente reside na sua cidade natal e possui uma loja especializada em bicicletas, onde comercializa peças e faz consertos.